# طارق الیونسی
طارق الیونسی (عربی: طارق اليونسي؛ زادهٔ ۲۳ فوریهٔ ۱۹۸۸) بازیکن فوتبال اهل مراکش است.
از باشگاه‌هایی که در آن بازی کرده‌است می‌توان به باشگاه فوتبال هوفنهایم، باشگاه فوتبال روزنبورگ، باشگاه فوتبال هیرنفین، باشگاه فوتبال فردریکستاد و باشگاه فوتبال لیلستروم اشاره کرد.
وی همچنین در تیم‌های ملی فوتبال زیر ۲۱ سال نروژ و نروژ بازی کرده‌است.